# Bronisław Hyziak
Bronisław Hyziak (ur. 16 października 1929 w Woli Skrzydlańskiej) – polski działacz partyjny i państwowy, zootechnik, w latach 1976–1980 wicewojewoda kielecki.

## Życiorys
Syn Jana i Marii. W 1949 zdał maturę w Technikum Rolniczo-Hodowlanym w Łososinie Górnej, następnie podjął studia na Wydziale Mleczarskim Wyższej Szkoły Gospodarstwa Wiejskiego w Cieszynie, po jej likwidacji przeniósł się do Wyższej Szkoły Rolniczej w Olsztynie (inżynier, 1953). W 1955 uzyskał tytuł magistra inżyniera technologii rolnej w Szkole Głównej Gospodarstwa Wiejskiego. Skierowany do pracy w Centralnym Zarządzie Przemysłu Mleczarskiego w Warszawie, gdzie był kolejno inspektorem, starszym inspektorem, naczelnikiem wydziału kontroli technicznej, szefem komórek odpowiadających za kontrolę techniczną i kontrolę jakości (do 1974).
Od października 1949 członek Stronnictwa Ludowego, w kolejnym miesiącu przekształconego w Zjednoczone Stronnictwo Ludowe. W latach 1974–1975 sekretarz Warszawskiego Komitetu ZSL, a od 1975 wiceprezes WK ZSL w Kielcach. Od 1976 do 1980 wchodził w skład Naczelnego Komitetu ZSL. Od czerwca 1976 do czerwca 1980 pełnił funkcję wicewojewody kieleckiego odpowiedzialnego za pion rolny. W 1980 został wiceprezesem Centralnego Związku Spółdzielni Rolniczych „Samopomoc Chłopska”, a następnie szefem Centralnego Związku Spółdzielni Mleczarskich. W 1993 bezskutecznie kandydował do Sejmu z listy Polskiego Stronnictwa Ludowego.